# Chouette de Butler
Strix butleri
Espèce
Statut de conservation UICN

 LC  : Préoccupation mineure
Statut CITES
La Chouette de Butler ou Chouette d'Oman (Strix butleri) est une espèce d'oiseaux appartenant à la famille des Strigidae.
Son nom rend hommage à l'ornithologue britannique Edward Arthur Butler (1843-1916).
Cet oiseau vit dans le nord d'Oman et l'est de l'Iran.

## Annexe
- (en) Congrès ornithologique international : Strix butleri dans l'ordre Strigiformes (consulté le 24 juillet 2024)
- (fr + en)  Avibase : Strix butleri (+ répartition) (consulté le 24 juillet 2024)
- (en) Zoonomen Nomenclature Resource (Alan P. Peterson) : Strix butleri  dans Strigiformes (consulté le 24 juillet 2024)
- (fr) CITES : taxon  Strix butleri (sur le site du ministère français de l'Écologie) (consulté le 24 juillet 2024)
- (en) CITES : Strix butleri (Hume, 1878)  (+ répartition sur Species+) (consulté le 24 juillet 2024)
- (fr + en) ITIS : Strix butleri  (Hume, 1878)
- (en) NCBI : Strix butleri (taxons inclus) (consulté le 24 juillet 2024)